# Casa Hamilton-Holly
La Casa Hamilton-Holly, ubicada en 4 St. Mark's Place en la sección East Village de Manhattan, es una casa adosada de estilo federal construida en 1831. Un hito designado, fue el hogar de Eliza Hamilton, la viuda de Alexander Hamilton, desde 1833 hasta 1842. La tienda de moda Trash and Vaudeville estuvo ubicada allí durante más de cuarenta años hasta 2016.

## Construcción y desarrollo inicial
La propiedad fue desarrollada por Thomas E. Davis, un desarrollador de bienes raíces nacido en Gran Bretaña, quien desarrolló toda la cuadra de St. Mark's Place (el nombre de East 8th Street en esta área) entre la Tercera y la Segunda Avenida. Davis construyó casas adosadas de estilo federal a ambos lados de la calle. Hay otras dos casas adosadas sobrevivientes de este desarrollo, en 25 St. Mark's Place y la mejor conservada de las tres, la Casa Daniel LeRoy en 20 St. Mark's Place.
La casa adosada en 4 St. Mark's Place mide 8 m ancho y3 1⁄2 pisos de altura más un sótano. La casa está construida de ladrillo en un patrón de enlace flamenco con mármol blanco en el nivel del sótano hasta el comienzo del primer piso, tiene un pórtico frontal alto a la entrada principal a la izquierda que se caracteriza por la entrada envolvente de estilo barroco con dovela triple y sillares vermiculados y ventanales de planta baja, dinteles de frontón moldurados y cubierta a dos aguas con dos buhardillas. Originalmente había un balcón semicircular de hierro forjado en el nivel elevado del primer piso. A mediados de losaños 1860 se construyó una adición trasera de dos pisos de unos 16 m en el gran patio trasero, y en la década de 1890 se instaló una escalera de incendios en la fachada frontal.

## Significado histórico
Durante nueve años, la casa adosada en 4 St. Mark's Place fue el hogar de Elizabeth Schuyler Hamilton (Eliza), viuda de Alexander Hamilton, quien fue el primer Secretario del Tesoro y uno de los Padres Fundadores de los Estados Unidos.
En noviembre de 1833, el hijo de Eliza, el coronel. Alexander Hamilton Jr. compró la casa adosada de Davis por 15 500 dólares. Al mismo tiempo, Davis compró The Grange (ahora el Hamilton Grange National Memorial) de Eliza, que entonces tenía 76 años, por 25 000 dólares. La venta de la casa del Upper Manhattan en 35 acres financió la compra de la casa adosada por parte de la familia Hamilton. De 1833 a 1842, Eliza Hamilton vivió allí con dos de sus hijos adultos y sus cónyuges: su hijo Alexander y su esposa Eliza Knox Hamilton, y su hija menor Eliza Hamilton Holly y su esposo Sidney Augustus Holly.
El edificio, ahora conocido como Hamilton-Holly House, fue designado como un hito en octubre de 2004 por la Comisión de Preservación de Monumentos Históricos de la Ciudad de Nueva York.

## Usos y desarrollo posteriores
En las décadas de 1870 y 1880, el edificio se utilizó como sala de reuniones de alquiler y los dos pisos superiores se convirtieron en apartamentos. Más tarde, el nivel de la calle y el sótano se convirtieron en una propiedad de alquiler ocupada por una sucesión de inquilinos comerciales.
Un auditorio en el sótano del edificio se convirtió, en las décadas de 1950 y 1960, en la sede del Tempo Playhouse, que escenificó los estrenos estadounidenses de obras de Jean Genet y Eugène Ionesco. Más tarde fue utilizado por el New Bowery Theatre, que estrenó varias de las primeras películas clandestinas.
Durante más de cuarenta años, desde 1975 hasta febrero de 2016, la primera planta y el sótano estuvieron ocupados por Trash and Vaudeville, una tienda de moda punk.
La propiedad se puso a la venta en 2015, a un precio de aproximadamente 12 millones de dólares. Después de que se desalojaron el espacio comercial del edificio y cuatro apartamentos, un grupo de inversión lo compró en abril de 2016 por 10 millones de dólares. La Comisión de Preservación de Monumentos aprobó partes de un plan de renovación en noviembre de 2016, incluida la aprobación para la restauración de la fachada, la reconstrucción del gran balcón curvo en el primer piso, una nueva entrada y la reconstrucción del espacio interior para proporcionar unidades residenciales adicionales.